# Wilhelm Brückner (Geigenbauer)

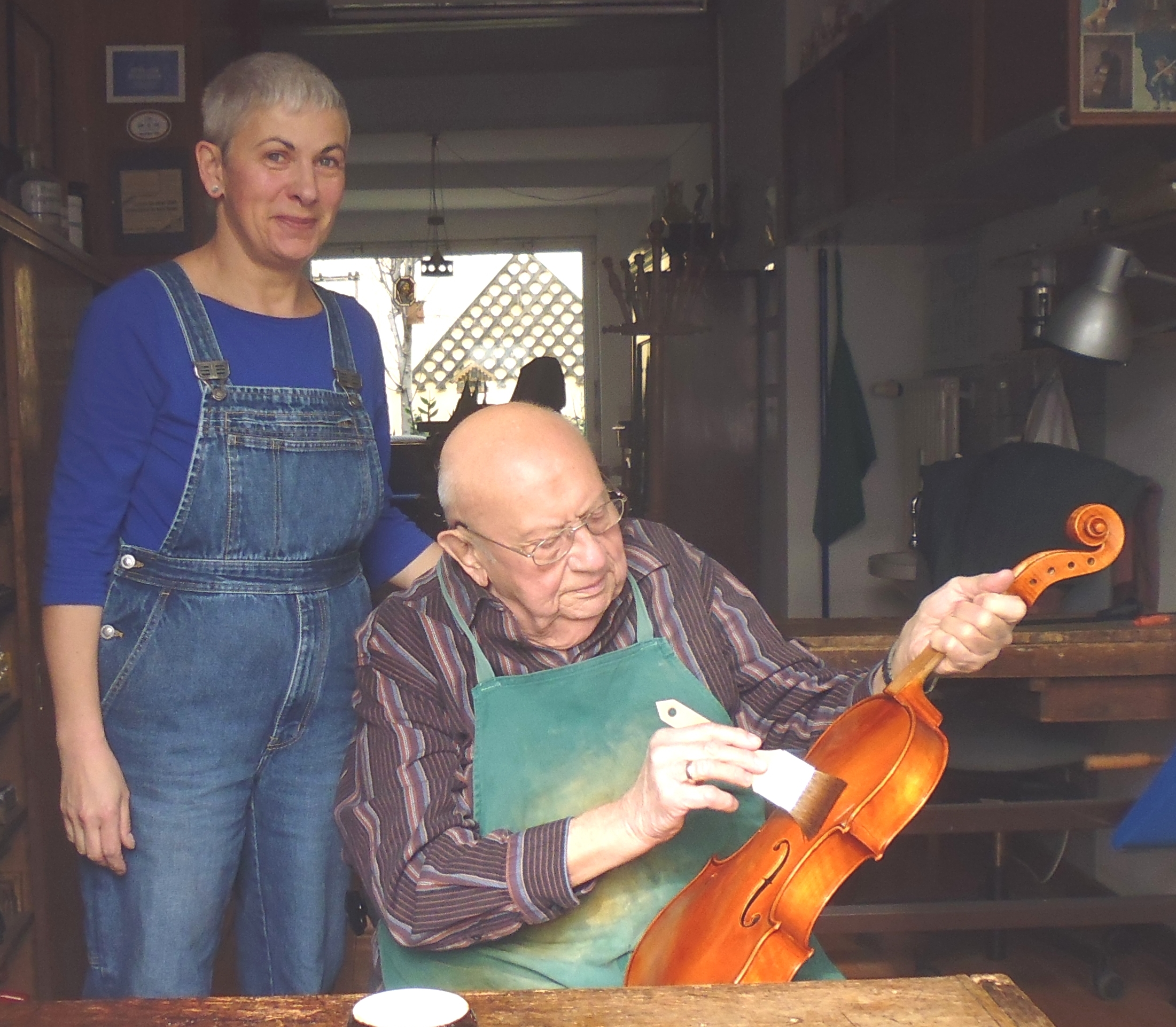
Wilhelm Brückner im Alter von 88 Jahren mit Tochter Ruth Brückner (2021)

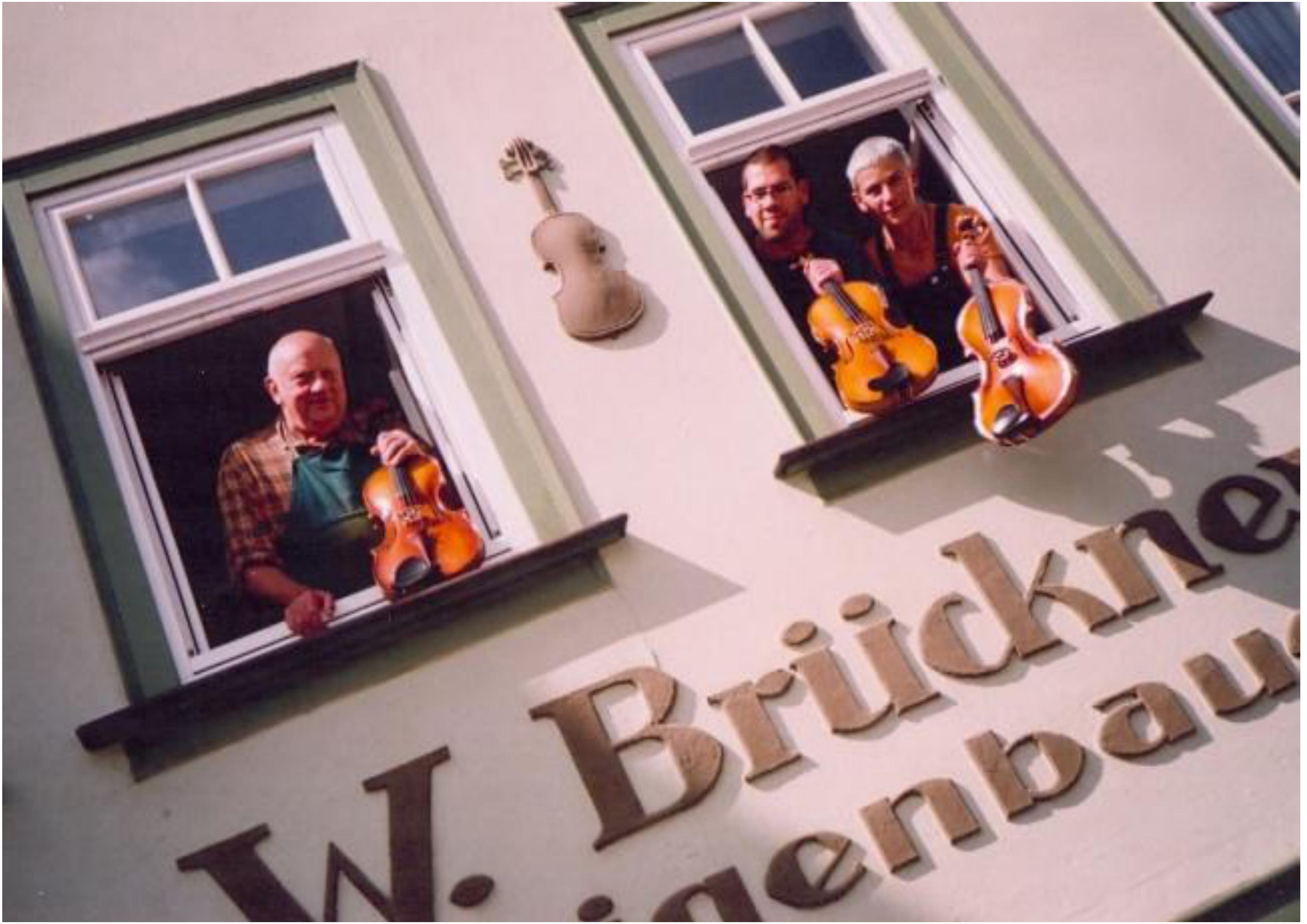
Wilhelm Brückner (links) 2012 am Unternehmenssitz in Erfurt

Wilhelm Brückner (* 30. September 1932 in Erfurt; † 2. Januar 2025 ebendort) war ein deutscher Geigenbauer.

## Leben
Nach einer Lehrzeit bei Willi Dölling in Markneukirchen und Gesellenjahren bei Willi Lindörfer in Weimar übernahm Wilhelm Brückner 1960 die Geigenbauerfirma, die bereits 1897 von seinem gleichnamigen Großvater in Erfurt gegründet und von dessen Sohn, Alfred Brückner, weitergeführt worden war. Wilhelm Brückner d. Ä. (1874 bis 1925) entstammte einer traditionsreichen vogtländischen Geigenbauerdynastie und hatte bei den Geigenbauern Giuseppe Fiorini und Alfred Stelzner sowie beim Bogenbauer Johann Wilhelm Knopf eine Ausbildung erhalten.

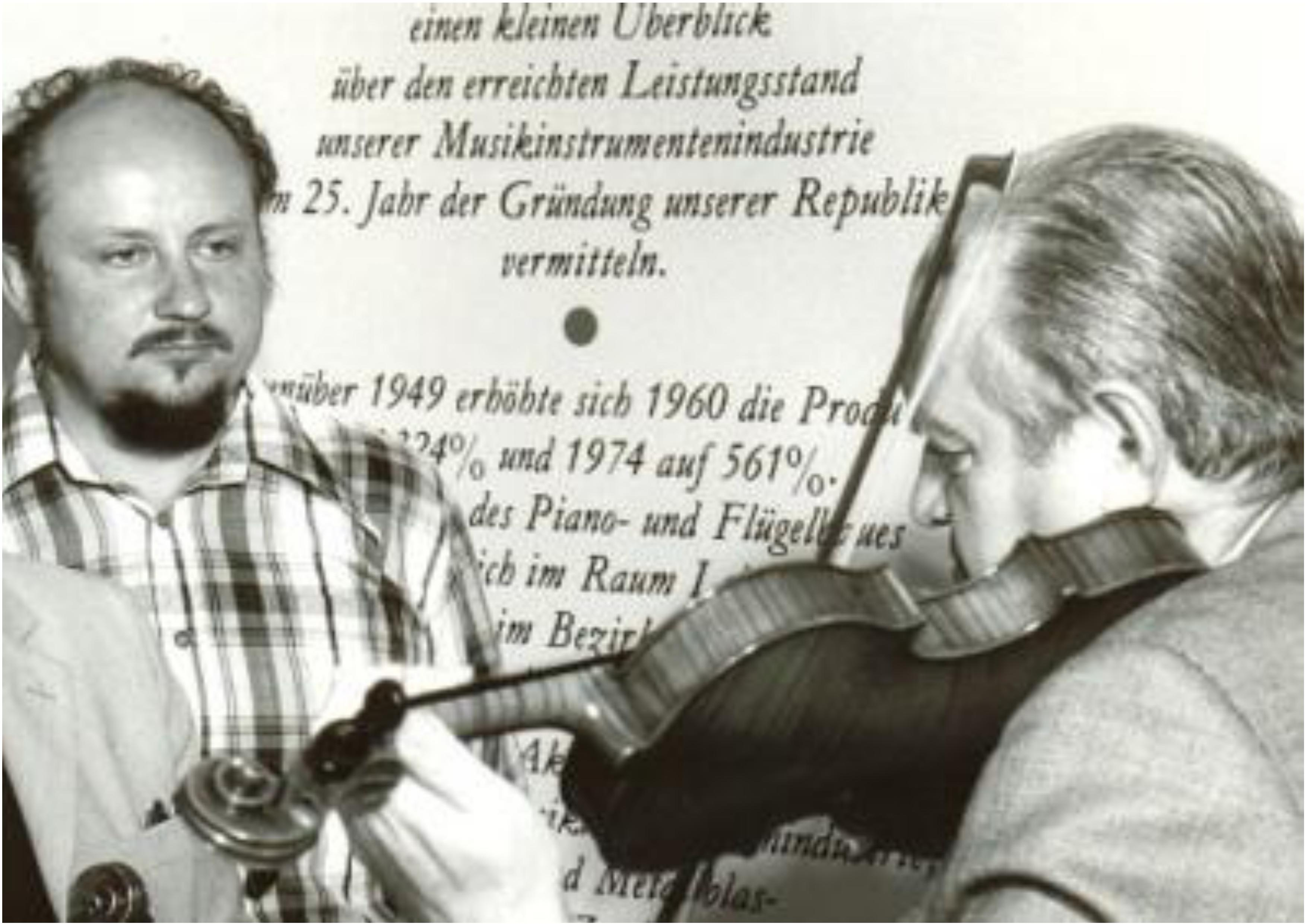
Wilhelm Brückner mit dem Geiger Dawid Oistrach 1974 in Erfurt

## Wirken

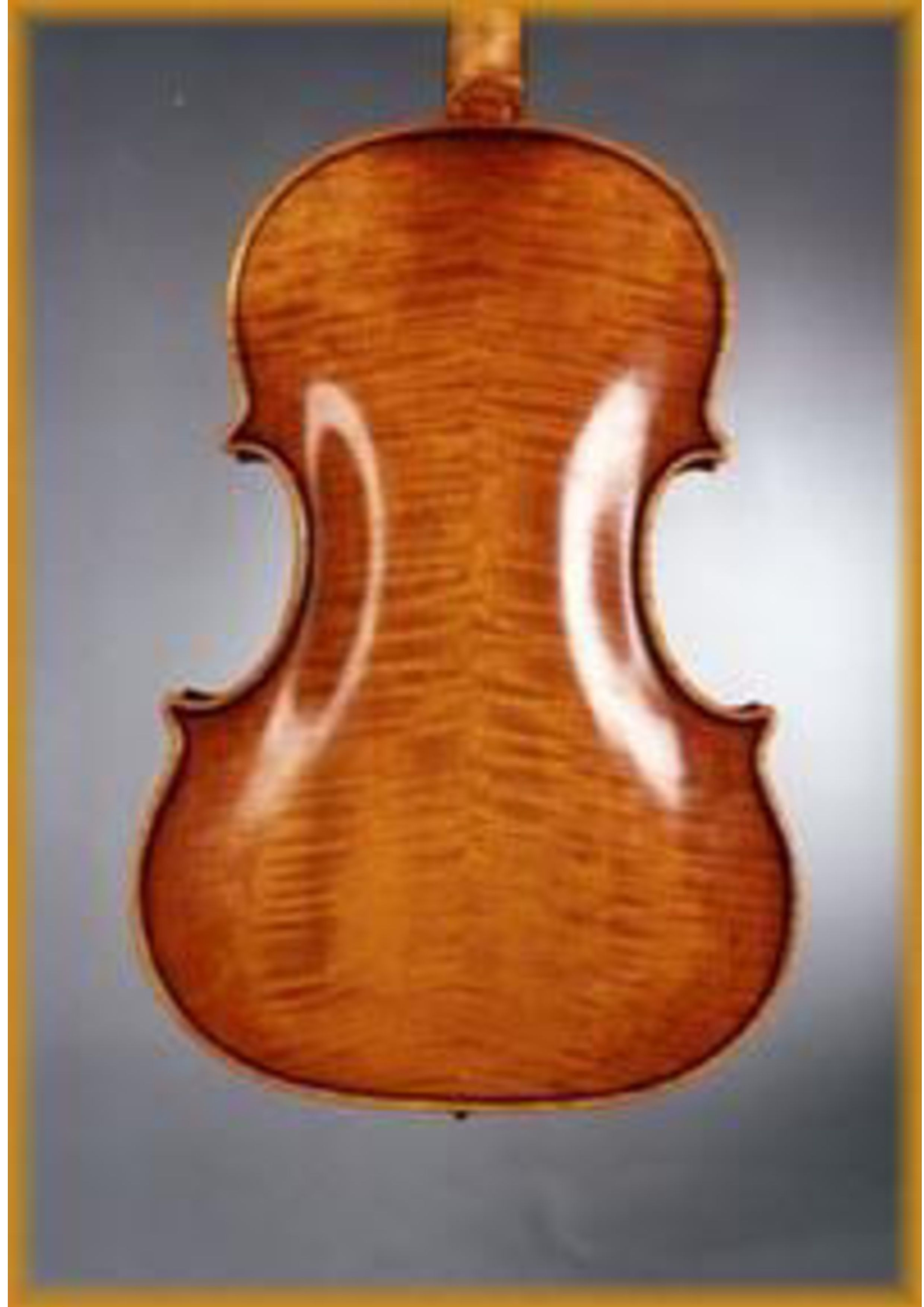
Eine typische Brückner-Bratsche

Wilhelm Brückner d. J. erhielt 1956 den Meisterbrief. Sein Meisterstück war eine Bratsche. Der Bratschenbau war auch der Schwerpunkt seiner weiteren beruflichen Tätigkeit. Er entwickelte sich in den Folgejahren zu einem herausragenden Geigenbauer der DDR und des Ostblocks. Mit seiner „Gloriosa“ gewann er 1972 in Polen die Goldmedaille beim Internationalen Henryk-Wieniawski-Violinwettbewerb. Als geschätzter Devisenbringer genoss er in der DDR anschließend etliche Freiheiten. Als erster Geigenbauer überhaupt wurde er 1979 in den Verband Bildender Künstler der DDR aufgenommen, was vor allem auch Reiseerleichterungen in den Westen mit sich brachte. So konnte er sich u. a. 1982 am Internationalen Geigenbauwettbewerb „Antonio Stradivari“ in Cremona und 1983 am „Louis Spohr Geigenbau-Wettbewerb“ in Kassel beteiligen, wo er mit sechs Preisen der erfolgreichste Teilnehmer aus dem Ostblock war. Um die gravierenden Probleme der noch freiberuflich tätigen Geigenbauer in der DDR vorrangig bei der Materialbeschaffung zu lösen, initiierte er 1978 die Gründung der „Fachgruppe der Geigenbaumeister der DDR“ und wurde deren stellvertretender Vorsitzender. Zusammen mit Alfred Lipka hatte er schon früh begonnen, ein eigenes, im unteren Teil relativ breit gebautes und sonor „schwarz“ tönendes Bratschenmodell (die sogenannte „breitarschige Brücknerbratsche“), zu entwickeln, welches von Kollegen nachgebaut und von zahlreichen Solisten erworben wurde. Dirigent Kurt Masur bekräftigte in einem Brief 2005: Die Instrumente Wilhelm Brückners „waren immer so wertvoll, dass man sie mit alten Italienischen vergleichen konnte.“
Als ältestes noch tätiges Mitglied der im Verband Deutscher Geigenbauer und Bogenmacher zusammengeschlossenen Kolleginnen und Kollegen baute und reparierte Wilhelm Brückner bis 2022 in derselben Werkstatt wie schon 1920 sein gleichnamiger Großvater. Seit 1981 arbeitete er zusammen mit seiner Tochter, der Geigenbaumeisterin Ruth Brückner (* 1962). Die Firma profitierte vom lang abgelagerten Holzvorrat des Großvaters, der sich 100 Jahre zuvor mit Bergahorn aus Bosnien eingedeckt hatte. Wilhelm Brückners Werkverzeichnis seiner Neubauten seit 1960 umfasst ca. 350 Instrumente, die weltweit gespielt werden. Anlässlich seines 90. Geburtstages zog sich Brückner aus dem Geschäft zurück.
Zu Wilhelm Brückners Kunden gehörten z. B. (unter Beschränkung auf jene mit eigenem deutschen Wikipedia-Eintrag): Hans-Christian Bartel, Hatto Beyerle, Andreas Hartmann, Jörg Hofmann, Oleg Kagan, Jürgen Kussmaul, Anne-Kathrin Lindig, Alfred Lipka, Eugen Mantu, Tatjana Masurenko, Nils Mönkemeyer, Sophia Reuter, André Rieu, Matthias Sannemüller. Darüber hinaus viele deutsche Professoren und ausländische Solisten, vorrangig aus Europa und Asien.

## Preise und Auszeichnungen
Quelle: Menzel, S. 17.
- 1970: Anerkannter Kunstschaffender im Handwerk
- 1972: Goldmedaille Internationaler Geigenbauwettbewerb H. Wieniawski in Poznan (Polen)
- 1979: Diplome Internationale Triennale Antonio Stradivari Cremona Italien
- 1981: Goldener Groblicz beim Internationalen Geigenbauwettbewerb H. Wieniawski für die beste künstlerische Gestaltung[21] und Sonderpreis des Verbandes Deutscher Geigenbauer
- 1982: 4. Platz Internationale Triennale Antonio Stradivari Cremona Italien
- 1983: Erfolgreichster Teilnehmer aus dem Ostblock mit Silbermedaille und fünf Diplomen beim Internationalen Louis Spohr Wettbewerb Kassel
- 1987: Unterricht im Geigenbau in Schweden, Vortragstätigkeit an der Hochschule für Musik in Stockholm[22]
- 2002: Ehrenurkunde der Kreishandwerkerschaft Erfurt
- Juror bei diversen Geigenbauwettbewerben (u. a. 1996 beim Geigenbauwettbewerb Jacobus Stainer in Freiburg)
- Stellvertretender Obermeister, Berufener Gutachter, Kultursachverständiger im Rat des Bezirks Erfurt[23]
- Goldenes Ehrenzeichen des Handwerks
- Günter Dührkop, Lutz Gode und Jost Heyder schufen jeweils großformatige Porträts von Wilhelm Brückner

## Ausstellungen (unvollständig)
Quelle: Menzel, S. 17
u. a. in den USA (1978 San Diego, 1997 Austin), Italien (1979 Cremona), Großbritannien (1995 London), Niederlande (1998 Maastricht), Japan (1974 Tokio), Polen (1981 Poznan), Kanada (1981 Toronto), Österreich (1992 Wien, 2019 Salzburg) sowie in diversen deutschen Städten; u. a. Berlin (1988), Hamburg (2009), München (1978 „Exempla“), Erfurt (1974 und 1986 „Quadriennale des Kunsthandwerks sozialistischer Länder“, 2000 „Landesausstellung der junge Bach“) Dresden (1991), Kronberg (1998), Stuttgart (1991), Kassel („Handwerk“ 1991).